# تمدن باستانی از سکاها تا سیبری
تمدن باستانی از سکاها تا سیبری (به انگلیسی: Ancient Civilizations from Scythia to Siberia)  یک مجله داوری همتا شده دانشگاهی است که زمینه تحقیقاتی او تاریخ قرون وسطی و باستان‌شناسی از شوروی سابق بود. ویراستار این مجله اسکولد ایوانتچیک است. این مجله توسط انتشارات بریل چاپ می‌شود و فهرست بندی شده در جستجوی آکادمیک و اسکوپوس است.

## منبع
مشارکت‌کنندگان ویکی‌پدیا. «Ancient Civilizations from Scythia to Siberia». در دانشنامهٔ ویکی‌پدیای انگلیسی، بازبینی‌شده در ۲۰۲۴-۰۶-۳۰.